# Lilium davidii
Espèce
Classification APG III (2009)
Lilium davidii, le Lis de David, est une espèce de plantes à fleurs de la famille des Liliaceae. C'est un lys originaire des zones montagneuses de Chine.
En Chine, ce lis est cultivé pour ses bulbes comestibles.

## Étymologie et histoire de la nomenclature
Le nom de genre Lilium est emprunté au grec ancien  λείριον, leírion « lis ».
L’épithète spécifique davidii est dédiée au père Armand David qui a envoyé de Chine des centaines de plantes et d’animaux d’espèce inconnue, remarquables tant pour leur nombre que leur qualité.

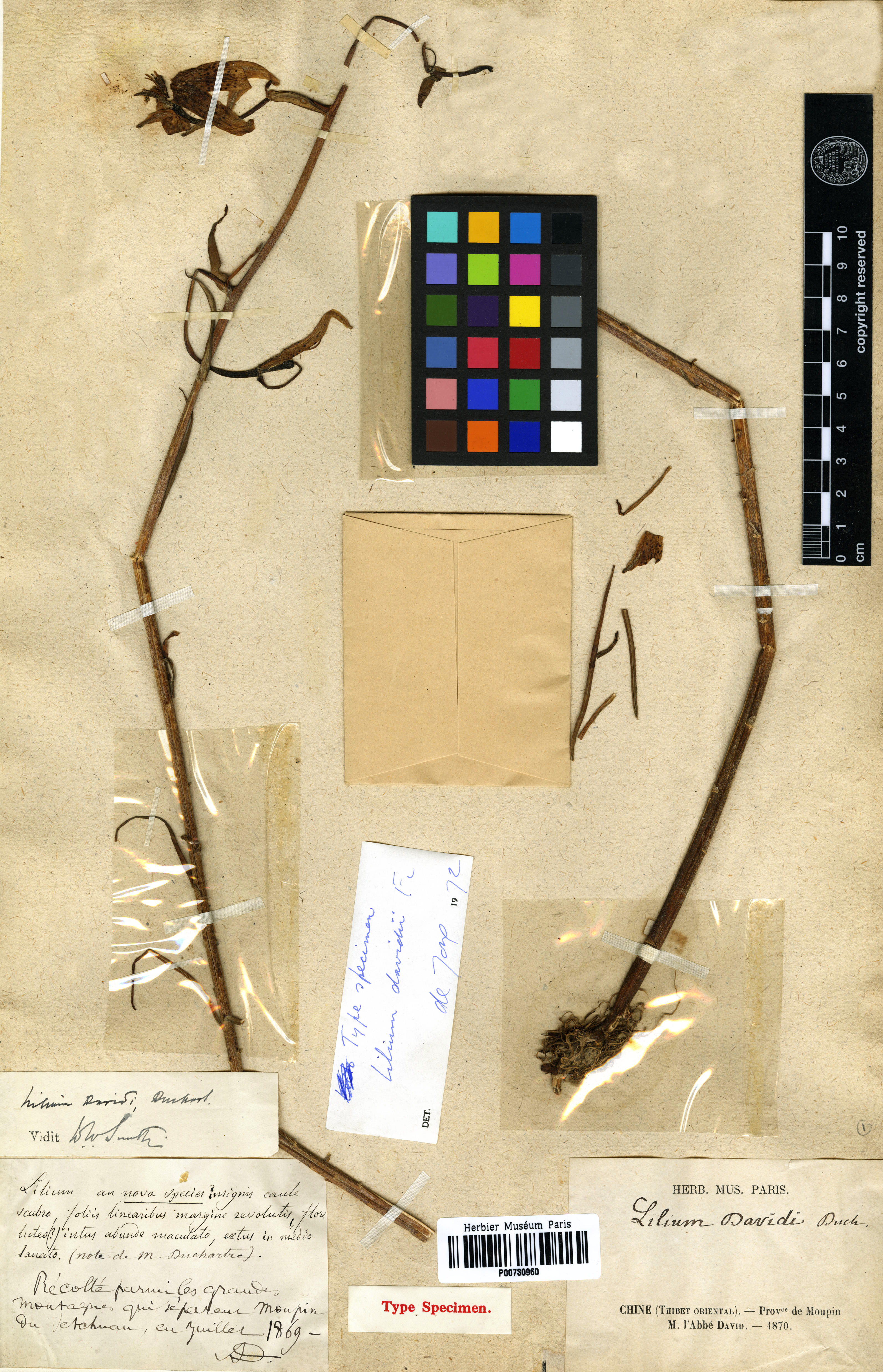
Spécimen Type de Lilium davidii, récolté par le père David en juillet 1869, en piteux état

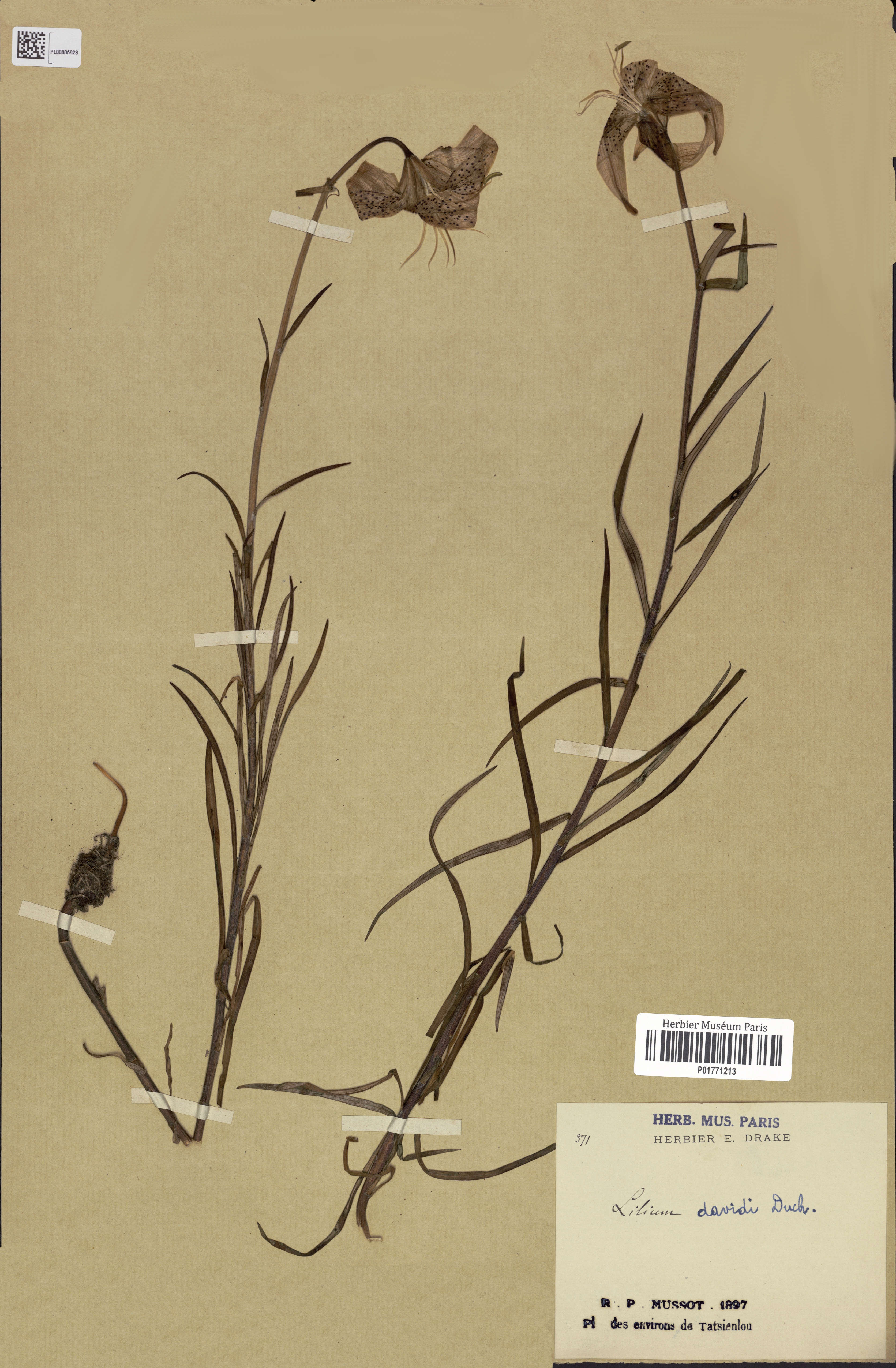
Lilium davidii Duch. ex Elwes, récolté par le père Mussot en 1897

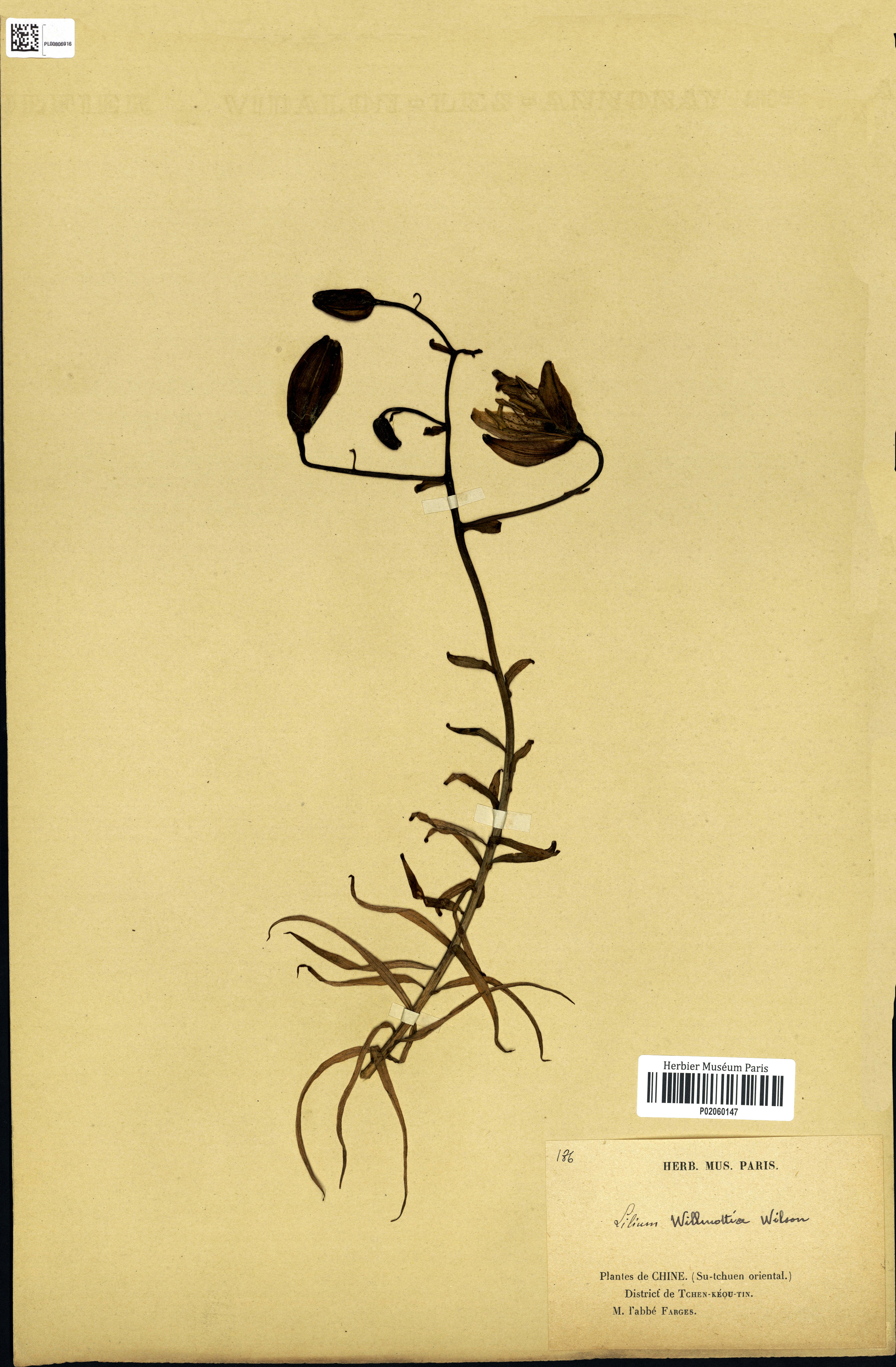
L. Willmottia Wilson, collecté par l'abbé Farges

Le père David, lors de son exploration naturaliste de la Chine centrale, alla s’installer dans le collège des Missions Étrangères de Moupin (chi. Muping 穆坪) de mars à novembre 1869, une région d’ethnie tibéto-birmane Gyarong, à la flore et la faune jusque-là préservées. De ce point d’ancrage en montagne à l’ouest de Chengdu, il envoie au Muséum, 676 spécimens de plantes, 441 d'oiseaux, 145 de mammifères (dont le panda géant). En juillet 1869, en explorant « les grandes montagnes qui séparent Moupin du Setchuan [Sichuan] », il découvre un lis remarquable, avec des fleurs en « turban ottoman » orange. Le professeur de botanique de la Sorbonne, Duchartre, le nommera Lilium davidii, en 1877, mais n’en donnera pas de description détaillée.
Le botaniste britannique Henry John Elwes spécialiste des lis, apprit que parmi les plantes envoyées par le père David se trouvait, nous raconte-il:
« un spécimen séché de Lis qui maintenant porte son nom. Sa collection, qui a été déposée dans l'Herbier du Jardin des Plantes, n'est toujours pas organisée et décrite; mais grâce à son amabilité et à celle du professeur Duchartre, j'ai pu passer en revue tous ses lis et j'ai eu la chance d'en trouver plusieurs dont l'existence en Chine était jusqu'alors inconnue. M. Duchartre m'indiqua les particularités de l'espèce en question, qu'il ne voulut pas d'abord décrire à partir d'un seul spécimen, de surcroît assez imparfait. Comme, cependant, un examen attentif montre qu'il ne peut guère être confondu ou uni à aucune autre espèce, je lui demandais de le faire et de la nommer d'après son découvreur. Un dessin soigné de la plante a été réalisé par M. Faquet...
Je ne me serais pas éloigné de mon engagement de toujours procéder à partir de plantes vivantes, s'il y avait eu le moindre espoir d'obtenir d'autres spécimens ou bulbes de cette plante; mais comme son pays d'origine n'a jamais été visité par aucun Européen, à l'exception de l'abbé David, et est, de par son inaccessibilité et l'hostilité des habitants, susceptible de rester pendant de nombreuses années une terra incognita, il y a peu d'espoir que l’on puisse à nouveau se procurer la plante » (A Monograph of the Genus Lilium, voir Plate [8]).
L'audace de Elwes fut récompensée puisque sa description sera ultérieurement validée par la communauté des botanistes. L’illustration qu’il donne représente cependant un lis avec quelques inexactitudes (comme des fleurs dressées vers le ciel et de couleur jaune).
L’herbier du Muséum contient 29 autres planches anciennes numérisées de l’espèce de Lilium davidii découvertes par d’autres botanistes de terrain dans les années qui suivirent : le prince Henri d'Orléans (1867-1901), le père Farges (décrites par Franchet sous le nom de Lilium sutchuense et un autre spécimen décrit par Wilson sous le nom de Lilium Willmottia), le père Maire, la père Mussot etc.  Toutes ces espèces se sont révélées au fil des études être identiques au Lys du père David (nom accepté Lilium davidii), ce que les botanistes appellent des synonymes.
Nom vernaculaire chinois : 川百合 chuan baihe.

## Synonymes
Selon The Plant List, les synonymes de Lilium davidii sont
- Lilium biondii Baroni
- Lilium cavaleriei H.Lév. Et Vaniot
- Lilium davidii var. davidii
- Lilium davidii f. macranthum Raffill ex Woodcock & Coutts
- Lilium davidii var. macranthum (Raffill ex Woodcock & Coutts) Raffill
- Lilium davidii var. schootii Bergmans
- Lilium davidii var. Coton unicolore (Hoog)
- Lilium sutchuenense Franch.
- Lilium thayerae E.H. Wilson
- Lilium willmottiae var. Hoog unicolore

## Description

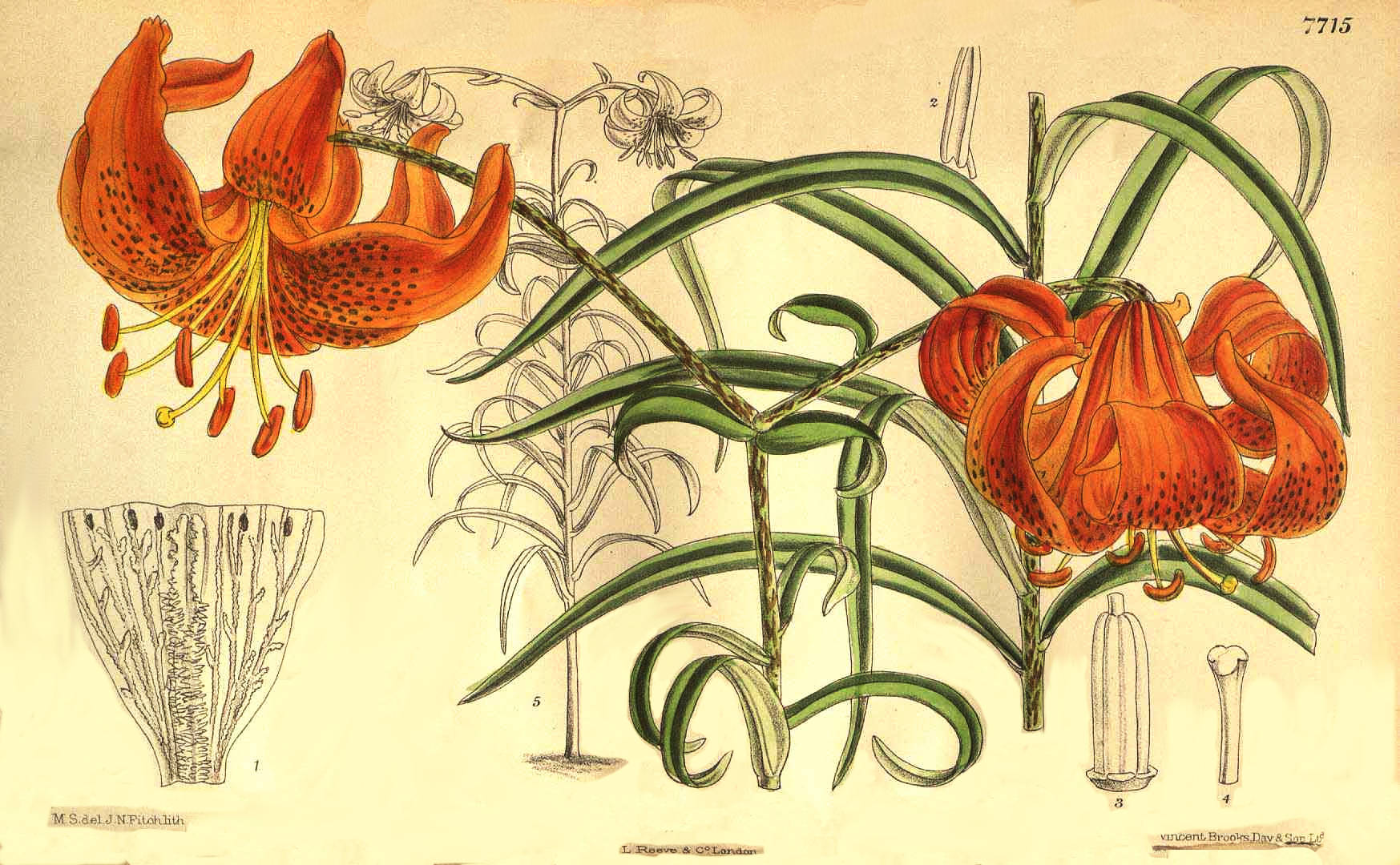
Lilium davidii Duch. ex Elwes, Curtis's botanical magazine,vol 126

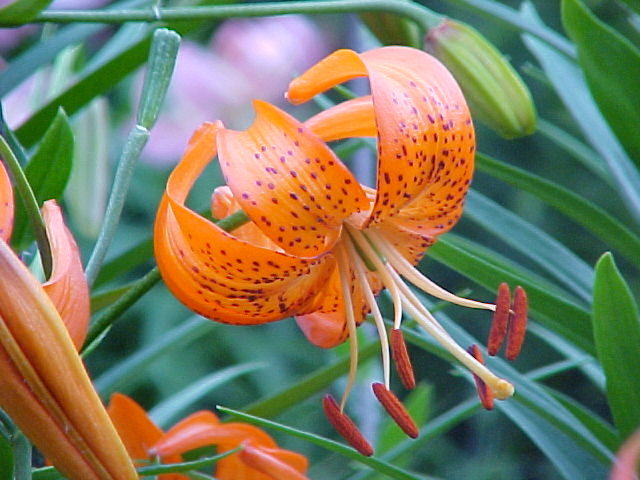
Lilium davidii, fleur orange

Le lis de David possède un bulbe aplati, globuleux ou largement ovoïde, de 2 à 4,5 cm, à écailles blanches.
La tige parfois teintée de violet fait, entre 50 et 100 cm, densément papilleuse.
Les feuilles éparses mais relativement serrées au milieu de la tige, sont linaires, de 7–12 cm de long et 2–3 mm de large, aux marges recourbées, papilleuses.
Les fleurs solitaires ou en racème (de 2 à 8), pendantes (étamines pointant vers le bas), comportent 6 tépales (en verticille de 3) orange à rouge orangé, les 3 extérieures font 5–6 cm de long sur 1,2–1,4 cm de large, et les 3 intérieures 1,6–1,8 cm de large, mouchetés de taches indigo foncé sur les 2/3 proximaux, avec des nectaires papilleux sur les deux faces. Les 6 étamines avec des filets de 4 à 5,5 cm.
Le fruit est une capsule.
Taxons infraspécifiques :
- Lilium davidii var. willmottiae (EH. Wilson) Raffill : feuilles généralement à 3 nervures, et aisselle des feuilles sans poils
- Lilium davidii var. davidii, feuilles gén. à 1 nervure et aisselle avec des poils laineux blancs[5].

## Distribution et habitat
Le lis de David pousse en Chine, dans les provinces du Gansu, Guizhou, Henan, W Hubei, S Shaanxi, Shanxi, Sichuan, Yunnan. Selon Kewscience, il est présent aussi au Tibet et en Assam, Manipur.
Il croît dans les zones humides des forêts, à la lisière des forêts, sur les pentes herbeuses, entre 800 et 3 200 m d’altitude.

## Usages

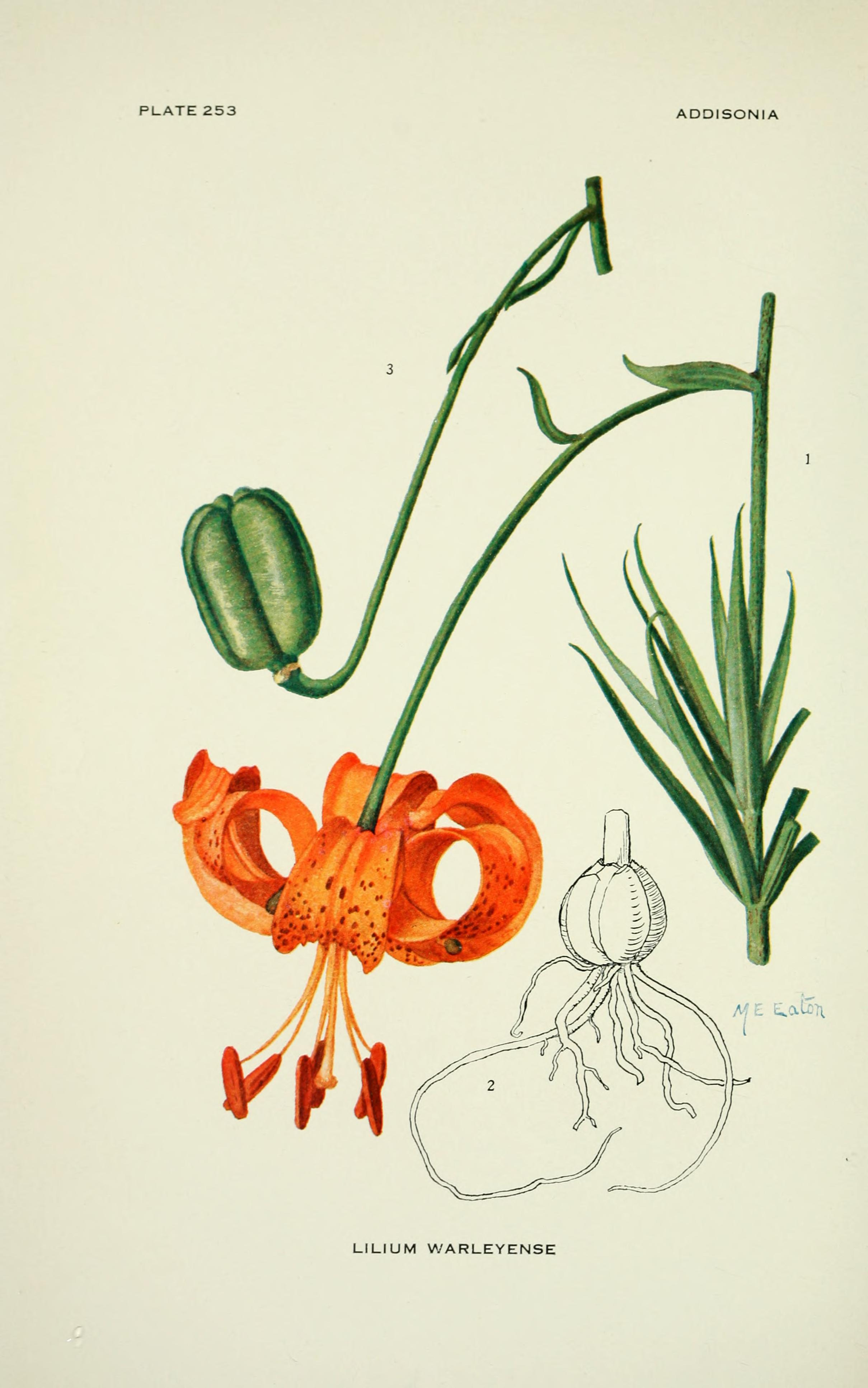
Lilium davidii

### Horticoles
En Chine, le lys de David est largement cultivé pour ses bulbes comestibles sucrés.
Malgré ses attraits, le lis de David a été peu cultivé en Europe par les horticulteurs.

### Alimentaire
Le médecin naturaliste Li Shizhen du XVIe siècle a cité la consommation des « racines de lys » 百合之根 sans spécifier plus amplement de quel lis il s’agissait: « La racine du lys est faite de plusieurs pétales, d'où le nom ... Sa racine est comme l'ail, et son goût est comme une patate douce, donc elle est communément connue sous le nom de patate cerveau à l'ail ». Il la recommande en cas d’agitation, de fièvre pulmonaire...
Les bulbes contiennent de l'amidon. Le lys de Lanzhou 兰州 (Gansu), réputé pour sa saveur et sa valeur nutritive, est une variante du lys du père David du Sichuan. Il est célèbre pour sa grande taille et son goût sucré.